# Camille Bouchet
Pour les articles homonymes, voir Bouchet.
Camille Bouchet (Poitiers, 2 janvier 1801 - Nantes, 20 janvier 1854) est un médecin français spécialisé dans la psychiatrie et ancien élève d'Esquirol.

## Biographie
Né à Poitiers en 1801, Camille Bouchet est le fils de Joseph-Thomas Bouchet (1775-1827) et de Victoire de Belhoir de la Payre (1775-1850). Ces derniers l'envoient entre 1812 et 1818 commencer ses études chez les oratoriens de Vendôme où il devient le condisciple d'Honoré de Balzac.
Il part ensuite à Paris pour y étudier la médecine. En décembre 1823 il termine 22ème au concours d'internat des hôpitaux et hospices civils de Paris, majoré par Francisque Lélut (1804-1877). Peu après, il se marie à sa cousine, Hortense Amouroux (1810-1895) avec qui il aura deux enfants.
Il devient l'interne du psychiatre Guillaume Ferrus, d'Etienne Pariset puis de Jean-Étienne Esquirol. Par la suite, Bouchet dirige l'asile de Charenton durant quelques mois, et présente la qualité, rare à l'époque, d'avoir consacré son internat exclusivement à la psychiatrie.

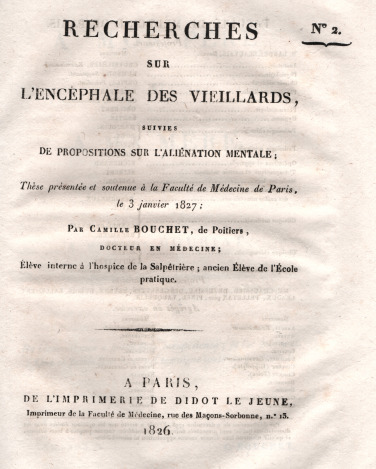
Thèse de Camille Bouchet

En janvier 1827, Bouchet soutient sa thèse : « Recherches sur l’encéphale des vieillards, suivies de propositions sur l’aliénation mentale. Thèse Paris no 2. Imp. Didot Jeune, 1827 ». Elle est présidée par le professeur de médecine légale Mathieu Orfila et avec pour membres du jury Jacques Clarion, Louis-Charles Deneux, Jean Cruveilhier, Gilbert Breschet et Gabriel Andral.
Esquirol étant à l'origine de la conception de l'hôpital Saint-Jacques à Nantes, Bouchet est nommé directeur de l'établissement en 1831. Premier à occuper ce poste, il se montre très impliqué, et fait preuve de novation.
Dans l'année 1848-1849, Bouchet a pour interne Louis-Victor Marcé.
Il décède le 20 janvier 1854 d'une « phtisie laryngée », causée selon ses collègues de l'Hôtel-Dieu de Nantes, Germain-Auguste Marcé et Charles-Eugène Bonamy, par son travail.

## Publications
Il a publié plusieurs écrits (rapports sur l'hôpital, texte lu en conférence, étude de cas) en psychiatrie entre 1827 et 1846.
- « Les aliénés du département de la Loire-Inférieure », Annales d'hygiène publique et de médecine légale, Paris, J.-B. Baillière, vol. 23,‎ 1840, p. 270-386 (lire en ligne, consulté le 1er septembre 2011).

## Récompenses
En septembre 1825, Bouchet et Jean-Baptiste Cazauvieilh (1801-1849), internes, sont lauréats de la deuxième édition du Prix créé par Esquirol en 1818, avec pour mémoire « De l’épilepsie considérée dans ses rapports avec l’aliénation mentale. Recherche sur la nature et le siège de ces deux maladies », publié peu après dans Les Archives Générales de Médecine. Leur travail comporte plus de 300 observations d'épileptique hébergés à l'hospice de La Salpêtrière.